# Freddy Vargas
Freddy Vargas Castellanos (Mucuchíes, 27 de octubre de 1982) es un ciclista profesional venezolano.
Ha participado en la Vuelta al Táchira, Vuelta a Venezuela y otras competencias nacionales.

## Palmarés
2002
- Vuelta al Táchira, más 1 etapa

2003
- 1 etapa de la Vuelta al Táchira

2005
- 1 etapa del Tour de Guadalupe

2007
- 1 etapa de la Vuelta al Táchira
- Clásico Virgen de la Consolación de Táriba
- 1 etapa del Clásico Ciclístico Banfoandes

2008
- 1 etapa de la Vuelta Internacional al Estado Trujillo
- Vuelta a Bramón, más 1 etapa

2009
- 1 etapa del Clásico Lotería de Táchira
- 1 etapa de la Vuelta Internacional al Estado Trujillo
- 1 etapa de la Vuelta a Santa Cruz de Mora

2010
- Vuelta a Bramón, más 1 etapa
- 2 etapas del Tour de Guadalupe

2012
- Vuelta a Bramón, más 1 etapa
- 1 etapa de la Vuelta al Táchira

2013 
- Clásico Virgen de la Consolación de Táriba, más 1 etapa

2014
- 1 etapa del Tour Lotería del Táchira

## Equipos
1998 Trujillo 
1999 Trujillo 
2000 lotería del tachira 
2001 kino tachira 
2002 kino tachira
2003 kino tachira 
2004 asmb Guadalupe 
2005 asmb Guadalupe 
2006 lotería del tachira 
2007 lotería del Táchira 
2008 lotería del tachira 
2009 ppn Guadalupe 
2010 lotería del Táchira 
2011 Guadalupe 
2012 Guadalupe 
- 2013  Lotería del Táchira
- 2014  Kino Táchira
- 2015  Fundación Rujano

2016 lotería del Táchira 
- 2017  Venezuela País de Futuro

2018 fundación rujano 
2019 inversiones Alexander